# Мезеф-Виснер, Фридьеш
Фридьеш Мезеф-Виснер (венг. Mezey-Wiesner Frigyes; 26 сентября 1887, Мор — 27 марта 1938, Будапешт) — венгерский легкоатлет, бронзовый призёр летних Олимпийских игр 1908.
На Играх 1908 в Лондоне Мезеф-Виснер участвовал в трёх дисциплинах. Вместе со своей командной он занял третье место в смешанной эстафете, а также дошёл до первых раундов в забегах на 100 и 200 м.
На следующей Олимпиаде 1912 в Стокгольме Мезеф-Виснер соревновался на дистанциях 200 и 400 м и участвовал в эстафете 4×400 м. Во всех дисциплинах он останавливался на полуфинала.